# Bartolomé Matarana

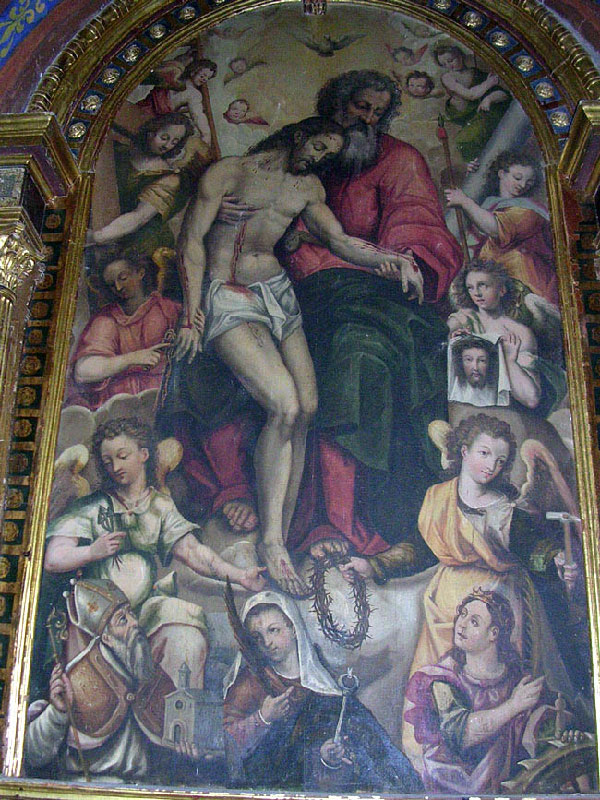
Retablo de la Trinidad, óleo, 243 x 140 cm, Colegiata de San Bartolomé, Belmonte.

Bartolomé Matarana (fl. 1573-1605) fue un pintor manierista genovés activo en Cuenca y en Valencia, donde trabajó para el patriarca Juan de Ribera. Pintó tanto al óleo como al fresco y proporcionó modelos para vidrieras de colores.

## Biografía
En febrero de 1573, en el puerto de Génova y a bordo de la trirreme capitana de Nápoles, Bartolomé Matarana contrató con Fernando Carrillo de Mendoza y Villarreal, conde de Priego, su paso a algún lugar de España («in parte hispaniarum»), donde debía servirle bien y fielmente como pintor por doce escudos de oro al mes, sin contar el alimento y el vestido y los gastos completos del viaje de retorno. Su primer destino en España hubo de ser la villa de Priego, señorío de Fernando Carrillo, quien de regreso de la batalla de Lepanto tenía intención de fundar en ella un convento de frailes franciscanos. En 1577 se documenta a Matarana avecindado ya en Cuenca, donde alquiló una vivienda por valor de cuatro pinturas al óleo y permaneció, sin apenas interrupciones, hasta 1597. En 1579 se le documenta trabajando en el monumento de la catedral conquense junto con otros pintores, entre los que se menciona por primera vez a un hermano llamado Francisco, al que en algún documento se denomina Matarana el Mozo, que lo acompañó también a Valencia. En 1580, después de muerto el conde de Priego, contrató las pinturas al fresco de la capilla Real del monasterio de Santa María de Huerta. Posteriormente, sin abandonar Cuenca, trabajó para Motilla del Palancar, Campillo de Altobuey y otras muchas localidades del obispado de Cuenca, para Villa de Ves, en el obispado de Cartagena, y para el obispo de Segorbe Juan Bautista Pérez. Tras pasar a Valencia, en septiembre de 1597 y hasta 1605 trabajó en los frescos del Colegio del Patriarca.

## Obra

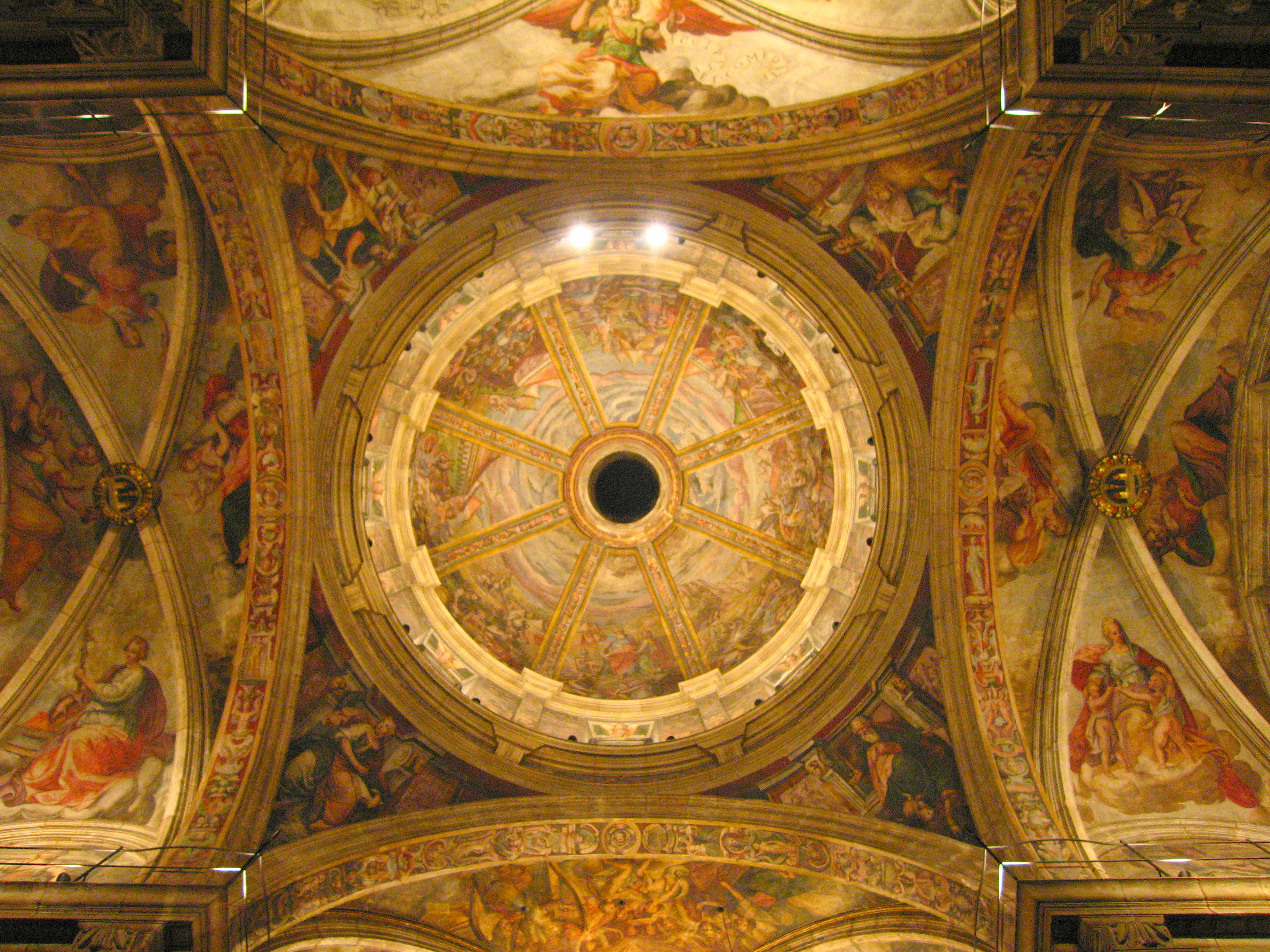
Vista de la cúpula y bóvedas del Colegio del Patriarca con las pinturas murales de Bartolomé Matarana.

De su abundante producción documentada, incluyendo durante su etapa conquense obra al óleo y al fresco, vidrieras y policromado de imaginería, se ha conservado únicamente el retablo mayor de la ermita de la Trinidad de Campillo de Altobuey, contratado en 1594 por Fernando Mayorga en su nombre y en el de Bartolomé Matarana, aunque la mayor parte del trabajo de pintura ha de corresponder a Mayorga, y el retablo de la Trinidad, contratado en 1595 para la capilla del racionero Agustín Guerrero en la colegiata de Belmonte. Se han conservado también, íntegras y en buen estado, las que durante mucho tiempo fueron las únicas obras que se le podían atribuir: las pinturas al fresco con motivos bíblicos alusivos a la Eucaristía, ángeles portadores de filacterias, figuras alegóricas, sibilas y profetas, que cubren por completo los muros y cubiertas de la iglesia del Real Colegio Seminario del Corpus Christi, fundación del patriarca Juan de Ribera.